# Polittico di Santo Stefano
Il polittico di Santo Stefano, conosciuto anche come polittico di San Bartolomeo, è un'opera realizzata da Ambrogio da Fossano nel 1509 per la chiesa conventuale domenicana di Santo Stefano. Ne rimangono cinque tavole autonome conservate all'Accademia Carrara di Bergamo.

## Storia
Il polittico fu commissionato dai frati domenicani della chiesa di Santo Stefano, l'anno successivo alla realizzazione di quello della Pentecoste affidato da Domenico Tasso al pittore fossanese per la chiesa di Santo Spirito nel 1508. La chiesa, malgrado avesse avuto nel tempo un ruolo importante nella vita religiosa della città, venne distrutta nel 1561 per l'edificazione delle mura veneziane. Parte delle opere lì conservate trovarono la naturale ricollocazione della chiesa di San Bartolomeo nella Città Bassa, dove nel 1571 i frati domenicani si stanziarono
La commissione di due opere per due chiese sicuramente non secondarie in Bergamo, indicherebbe la fama del pittore nella città, probabilmente portata dagli artisti lombardi e in particolare milanesi nella seconda decina del XVI secolo; la pittura lombarda, dopo la venuta di quella veneziana con Lorenzo Lotto, sparì completamente dalla città orobica.

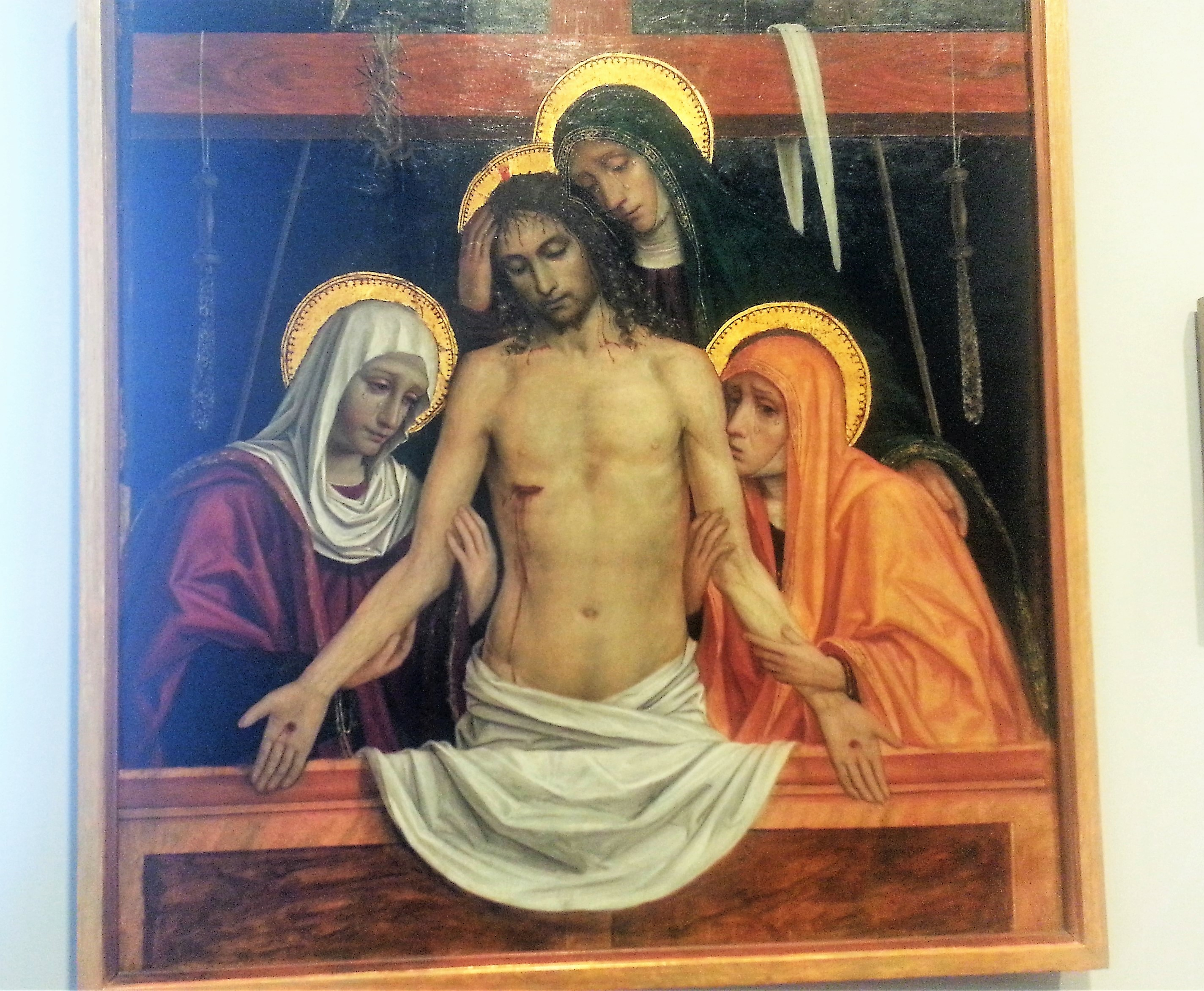
Cristo in pietà sorretto dalle donne - Accademia Carrara.

I lavori di carpenteria furono realizzati dal 1508 al 1509 da Giovanni de la Valle e Donato di Antonio Gayti Prestinari. La presenza di cinque parti del polittico in Accademia Carrara solo dal 1892, farebbe supporre che il lavoro venne venduto dai domenicani della chiesa di San Bartolomeo alla “Commissaria” della pinacoteca bergamasca.
L'Accademia Carrara ospita altre tre tavole sempre del Bergognone, già nella collezione di Giovanni Morelli, che facevano però parte di un ulteriore polittico eseguito sempre dall'artista fossanese raffiguranti: santa Marta, san Gerolamo e san Giovanni Evangelista.

## Descrizione
Dei sei scomparti che componevano in origine il polittico non si conosce quello centrale, sull'identità del quale sono state avanzate diverse congetture. I cinque comparti laterali, due dei quali centinati, sono conservati all'Accademia Carrara ma non tutti sono esposti.

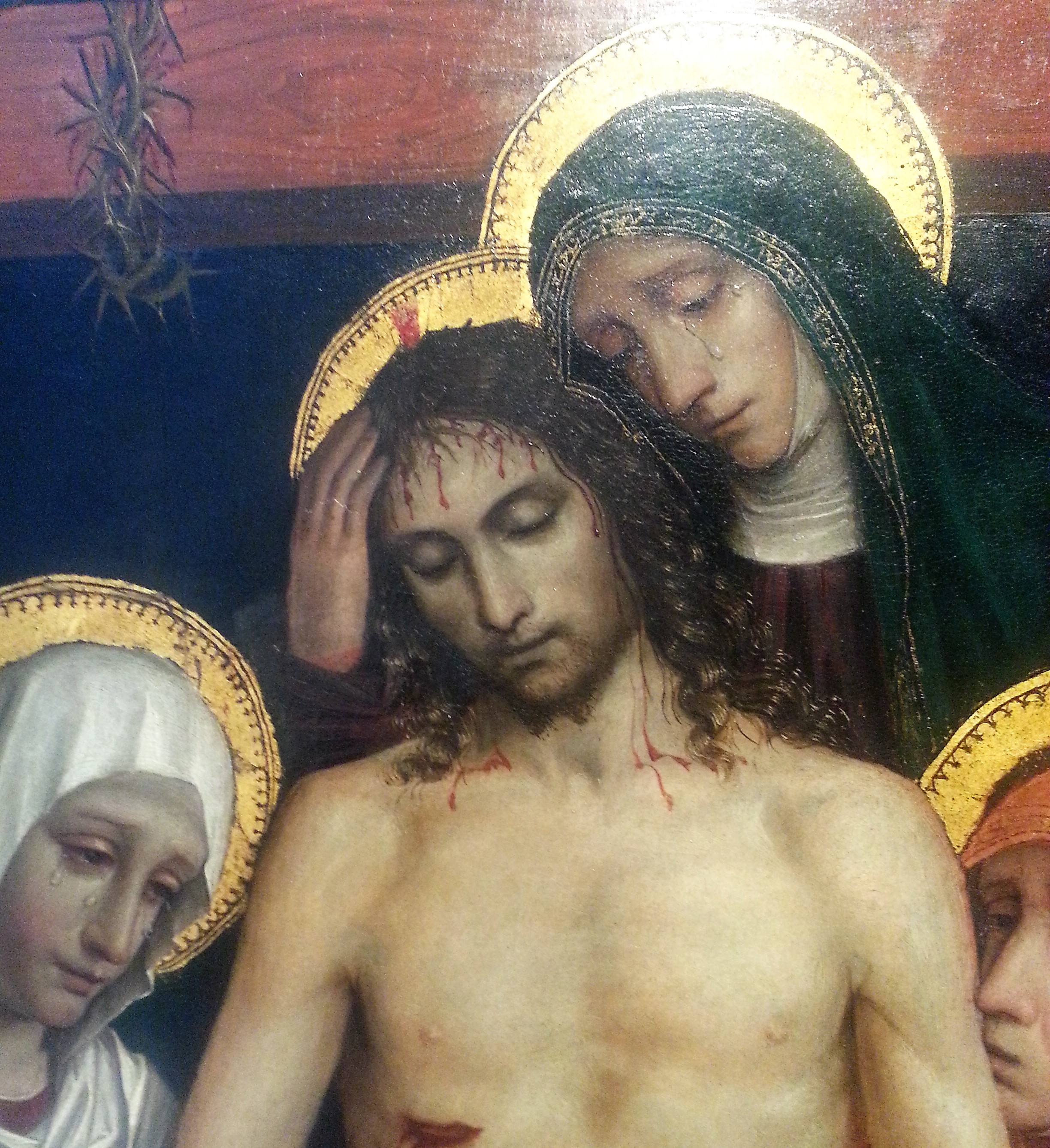
Cristo in pietà sorretto dalle donne - particolare - Accademia Carrara

Lo scomparto superiore al polittico presenta il Compianto di Cristo con le tre Marie (olio su tavola, 85x80 cm).
(Francesco Colalucci, 1998)
Nei due scomparti laterali in alto vi sono: “santa Lucia” (60x55 cm) che oltre la palma tiene tra le mani uno stiletto dove sono infilati gli occhi, simbolo del suo martirio e “santa Agata” (60x55 cm) che regge su un vassoio i suoi seni che le vennero strappati durante il martirio. Negli scomparti inferiori vi sono: a sinistra san Luigi IX raffigurato con la corona di spine e la croce (111x56 cm). Si associa la rappresentazione del santo, con l'occupazione francese del ducato milanese della prima decina del Cinquecento, dando all'opera un messaggio non solo religioso ma anche politico; a destra, invece, san Vincenzo di Saragozza (111x56 cm), uno dei patroni della città, a cui era dedicata l'antica chiesa chiesa di San Vincenzo raffigurato con la macina simbolo del suo martirio.
Ben visibile nell'opera, nella dolcezza dei tratti, la matrice leonardesca dell'artista presente in ambito milanese agli albori del XVI secolo.